# 김용철 (야구인)
김용철(金容哲, 1957년 9월 21일 ~ )은 전 KBO 리그 롯데 자이언츠와 삼성 라이온즈의 내야수이자, 경찰 야구단의 초대 감독이다.
프로 야구 선수 시절 중장거리 타자로 명성을 날렸고 1987년 마산 청보전에서 좌우타석 2루타를 기록하여  프로 최초 스위치히터가 되었는데 실업야구 데뷔 당시 4번 3루수로 안착했으며  이 과정에서  대통령배 실업야구연맹전 최초 두자릿수  홈런왕(1970년 10개)이 되는 등  4번타자 3루수로 명성을 떨친 강병철이 5번타자 1루수로  자리를 옮기기도 했다.
한편   1988년 12월 장효조를 상대로 트레이드된 뒤 1992년에 은퇴하였는데 1988년 말 DH가 필요하다는 빙그레 측의 판단 아래 빙그레 유니폼을 입을 뻔 했으나  교환조건이 맞지 않아 좌절됐다. 은퇴 이후, 삼성 라이온즈와 현대 유니콘스 타격코치를 맡았었고, 2002년에 롯데 자이언츠의 수석코치로 임명되었다. 2003년 8월, 롯데 백인천 감독이 경질되면서 감독 대행으로 이어갔었는데, 9월 27일 삼성vs롯데 경기에서 4:2로 삼성이 이기던 상황, 8회초 이승엽 타석 때 롯데 투수 가득염한테 고의사구 지시를 내려 이승엽을 고의사구로 진루를 시키자, 당시 사직구장에 이승엽 홈런 신기록을  보러 관전하던 팬들이 오물을 투척하는 등 거세게 항의했었다. 이 경기 소동으로 경기가 1시간 30여분 동안 중단되었고, 이를 이유로 2003년 시즌이 끝난 후, 양상문에게 감독직을 넘겼다. 그 이후 2005년 경찰 야구단의 창설과 함께 초대 감독을 맡았고, 2008년까지 감독을 역임했으며 2015년부터 현재까지 한국다문화야구연맹의 회장을 맡고 있다.

## 출신학교
- 동광초등학교 (폐교)
- 부산대신중학교
- 부산상업고등학교

## 경력
- 롯데 자이언츠 (1982년 ~ 1988년)
- 삼성 라이온즈 (1989년 ~ 1992년)
- 삼성 라이온즈 타격 코치 (1993년 ~ 1997년)
- 현대 유니콘스 타격 코치 (1998년 ~ 2000년)
- 롯데 자이언츠 수석 코치 (2002~2003년)
- 롯데 자이언츠 감독 대행 (2003년)
- 경찰청 감독 (2005년 ~ 2008년)

## 수상
- 1984년 1루수 부문 골든글러브
- 1984년 최다 승리 타점 1위
- 1988년 지명타자 부문 골든글러브

## 김용철을 연기한 배우
- 조진웅 - 퍼펙트 게임 (2011년 영화)

## 등번호
- 24  - 롯데 자이언츠, 삼성 라이온즈

## 통산 기록
| 연도 | 소속 팀 | 경기수 | 타수 | 득점 | 안타 | 2루타 | 3루타 | 홈런 | 타점 | 도루 | 희생타 | 볼넷 | 몸에 맞는 공 | 삼진 | 병살타 | 실책 | 타율  | 장타율 | 출루율 | 기타 |
| ---- | ------- | ------ | ---- | ---- | ---- | ----- | ----- | ---- | ---- | ---- | ------ | ---- | ------------ | ---- | ------ | ---- | ----- | ------ | ------ | ---- |
| 1982 | 롯데    | 71     | 253  | 39   | 76   | 13    | 0     | 10   | 39   | 6    | 2      | 41   | 4            | 30   | 6      | 2    | 0.300 | 0.470  | 0.403  |      |
| 1983 | 롯데    | 97     | 327  | 47   | 92   | 21    | 2     | 14   | 38   | 8    | 8      | 38   | 1            | 47   | 4      | 14   | 0.281 | 0.486  | 0.354  |      |
| 1984 | 롯데    | 97     | 346  | 61   | 113  | 24    | 2     | 21   | 67   | 8    | 7      | 39   | 4            | 50   | 6      | 6    | 0.327 | 0.590  | 0.398  |      |
| 1985 | 롯데    | 106    | 367  | 27   | 82   | 16    | 1     | 7    | 36   | 7    | 13     | 36   | 1            | 45   | 9      | 5    | 0.223 | 0.330  | 0.290  |      |
| 1986 | 롯데    | 102    | 365  | 43   | 105  | 26    | 1     | 10   | 57   | 13   | 5      | 35   | 4            | 39   | 18     | 16   | 0.288 | 0.447  | 0.354  |      |
| 1987 | 롯데    | 103    | 382  | 49   | 120  | 32    | 2     | 7    | 59   | 11   | 1      | 42   | 3            | 33   | 12     | 1    | 0.314 | 0.463  | 0.386  |      |
| 1988 | 롯데    | 102    | 380  | 65   | 111  | 21    | 2     | 18   | 69   | 15   | 2      | 34   | 4            | 26   | 13     | 1    | 0.292 | 0.500  | 0.356  |      |
| 1989 | 삼성    | 103    | 342  | 60   | 104  | 18    | 0     | 11   | 64   | 3    | 6      | 32   | 2            | 38   | 10     | 9    | 0.304 | 0.453  | 0.362  |      |
| 1990 | 삼성    | 84     | 268  | 40   | 69   | 13    | 0     | 12   | 58   | 1    | 2      | 24   | 0            | 25   | 12     | 3    | 0.257 | 0.440  | 0.316  |      |
| 1991 | 삼성    | 108    | 268  | 32   | 67   | 8     | 0     | 15   | 46   | 2    | 2      | 32   | 5            | 37   | 13     | 7    | 0.250 | 0.448  | 0.339  |      |
| 1992 | 삼성    | 51     | 117  | 16   | 29   | 0     | 0     | 6    | 22   | 0    | 2      | 16   | 1            | 12   | 6      | 2    | 0.248 | 0.402  | 0.341  |      |
| 통산 | 11시즌  | 1024   | 3415 | 479  | 968  | 192   | 10    | 131  | 555  | 74   | 50     | 369  | 29           | 382  | 109    | 66   | 0.283 | 0.461  | 0.358  |      |

| 전임 백인천 | 롯데 자이언츠 감독 대행 2003년 | 후임 양상문 |

| 전임 (초대) | 제1대 경찰 야구단 감독 2005년 - 2008년 | 후임 정현발(대행) |

1. ↑  안준철 (2012년 12월 15일). “[전설을 찾아] 김용철, `포수 최형우를 외야수로 바꾼 사연은…` 下”. MK스포츠. 2020년 10월 1일에 확인함.
2. ↑  김종건 선임기자 (2012년 9월 20일). “[김종건의 아날로그 베이스볼] 역대 최고타자? 장효조·김종모 그리고 나!”. 스포츠동아. 2020년 10월 1일에 확인함.
3. ↑  안준철 (2012년 12월 15일). “[전설을 찾아] 김용철, `포수 최형우를 외야수로 바꾼 사연은…` 下”. MK스포츠. 2020년 10월 1일에 확인함.
4. ↑  엄주엽 (2011년 10월 28일). “<오랜만입니다>강병철 前 감독은… 실업야구 10년 연속 올스타… 김응용·박영길과 역대최고 클린업트리오”. 문화일보. 2020년 10월 1일에 확인함.
5. ↑  안준철 (2012년 12월 15일). “[전설을 찾아] 김용철, `포수 최형우를 외야수로 바꾼 사연은…` 下”. MK스포츠. 2020년 10월 1일에 확인함.
6. ↑  “롯데, 「미운 털」 김용철 내놓는다”. 중앙일보. 1988년 11월 29일. 2024년 6월 24일에 확인함.